# Kwas melisowy
Kwas melisowy, kwas triakontanowy – organiczny związek chemiczny z grupy nasyconych kwasów tłuszczowych. Dawniej nazywany też kwasem melisynowym. Jego nazwa pochodzi od greckiego słowa μέλισσα (melissa) oznaczającego pszczołę, gdyż kwas ten występuje między innymi w wosku pszczelim.
Syntetyczny kwas melisowy jako pierwsza otrzymała Gertrude Robinson (1930), a wkrótce potem Werner Bleyberg i Helmut Ulrich (1931). Natomiast Albert C. Chibnall i współpr. uzyskali go w 1933 r. przez utlenianie triakontanolu wyizolowanego z liści lucerny siewnej.
Występuje w wielu roślinach. M.in. w stanie wolnym został wykryty w wosku trzciny cukrowej i w wosku montanowym. Znajduje się również w Desmodium laxiflorum z rodziny bobowatych żyjącej naturalnie w płd.-wsch. Azji, w dziurawcu zwyczajnym, a także w glicerydach korzeni mniszka lekarskiego.